# Derby d'Italia (pallacanestro)

Gara-2 della finale play-off del campionato di Serie A1 1978-1979 fra Billy Milano e Sinudyne Bologna

Il derby d'Italia è il nome dato comunemente all'incontro di pallacanestro tra le squadre italiane di Olimpia Milano e Virtus Bologna.
Pur non essendo un derby nel senso stretto del termine, la sfida mette di fronte i due club più sostenuti, titolati e con maggiore tradizione sportiva del Paese: questi presupposti la rendono una delle sfide più famose in Italia nel panorama cestistico, tanto da avere acceso una storica rivalità ed essere definita la classica del basket italiano.

## Storia
Al 7 giugno 2025, la sfida tra Olimpia e Virtus si è disputata in gare ufficiali 220 volte (123 vittorie per l’Olimpia e 97 per la Virtus), ciò la rende una delle gare più frequenti nel basket italiano. A Milano il record è 80-28 per l’Olimpia, mentre a Bologna la Virtus ha vinto 66 sfide contro le 39 dell’Olimpia. Sono 4 le vittorie di Milano nelle sfide in campo neutro contro le 3 di Bologna.
La sfida ha avuto più volte nella sua storia anche valenza per aggiudicarsi trofei in palio. Nei play-off scudetto del campionato italiano si è disputata 12 volte: sei finali (1979, 1984, 2021, 2022, 2023, 2024), quattro semifinali (1995, 1996, 2007 e 2025) e due quarti di finale (1985 e 2015). Virtus e Olimpia hanno vinto in tutto 6 serie playoff ciascuna, con 25 partite complessive vinte da Bologna e 23 da Milano. Situazione di parità anche nelle finali-scudetto, con tre vittorie per parte. Le due squadre si sono affrontate in finale anche in tre edizioni di Supercoppa italiana: nel 2020 e nel 2021, con una vittoria a testa, e in quella del 2024 con la vittoria dell’Olimpia dopo un supplementare.

## Risultati

### Bilancio complessivo
Statistiche aggiornate al 7 giugno 2025.
| Squadra        | Vittorie totali | Vittorie in casa | Vittorie in trasferta | Vittorie in campo neutro |
| -------------- | --------------- | ---------------- | --------------------- | ------------------------ |
| Olimpia Milano | 123             | 80               | 39                    | 4                        |
| Virtus Bologna | 97              | 66               | 28                    | 3                        |